# Chippis
Chippis (tyska: Zippis, frankoprovensalska: Chepés) är en ort och kommun i distriktet Sierre i kantonen Valais, Schweiz. Kommunen hade 1 599 invånare (2023).